# ミゲル・ソコロビッチ
ミゲル・アンヘル・ソコロビッチ（Miguel Angel Socolovich, 1986年7月24日 - ）は、ベネズエラ・ミランダ州カラカス出身のプロ野球選手（投手）。右投右打。

## 経歴

### プロ入りとレッドソックス傘下時代
2004年1月10日にアマチュア・フリーエージェントでボストン・レッドソックスに入団。

### ホワイトソックス傘下時代
2008年1月28日にデビッド・アーズマとのトレードで、ウィリー・モタと共にシカゴ・ホワイトソックスに移籍。それぞれのマイナーチームでプレーした。
2011年11月2日にFAとなった。

### オリオールズ時代
2011年11月22日にボルチモア・オリオールズと契約。
2012年7月14日にメジャーデビューを果たす。

### カブス時代
2012年8月23日にウェイバー公示を経てシカゴ・カブスへ移籍した。オフの11月3日にFAとなった。

### 広島時代
2012年11月13日、広島東洋カープとの契約が大筋で合意していることが明かされた。そして同年12月18日、正式に獲得を発表した。背番号は58。2013年シーズンは、5月に右肩に違和感を訴えて登録を抹消。その後、キャム・ミコライオの怪我によって8月頭に一軍に復帰。しかし、8月末に再び右肩に違和感を訴えて登録を抹消。そのままシーズンを終えた。この怪我のため、一軍では中継ぎで11試合の登板に終わり、11月6日に自由契約公示された。

### メッツ傘下時代
2013年11月21日にニューヨーク・メッツとマイナー契約を結んだ。
2014年はメジャーでの登板は無く、傘下のAAA級ラスベガス・フィフティワンズでプレーした。

### カージナルス時代
2014年11月11日にセントルイス・カージナルスとマイナー契約を結んだ。
2015年5月1日にメジャー契約を結んでアクティブ・ロースター入りした。この年は3年ぶりにメジャーの舞台に上がり、28試合にリリーフ登板して4勝1敗・防御率1.82・WHIP1.18という成績を残した。29.2イニング投げて許したホームランは1本だけだった。
2016年は15試合のみに登板して1勝、防御率2.00だった。
2017年5月27日にDFAとなり、29日に40人枠を外れる形で傘下のAAA級メンフィス・レッドバーズへ配属された。オフの11月6日にFAとなった。

### ブレーブス時代
2017年11月16日にアトランタ・ブレーブスとマイナー契約を結んだ。
2018年3月30日にメジャー契約を結んでアクティブ・ロースター入りした。リリーフ1試合に登板して無失点だったが、4月2日にDFAとなり、5日に40人枠を外れる形で傘下のAAA級グウィネット・ストライパーズへ配属された。4月21日に再びメジャー契約を結んでアクティブ・ロースター入りした。4月26日に再び40人枠を外れる形でAAA級グウィネットへ配属された。5月30日に三たびメジャー契約を結んでアクティブ・ロースター入りした。6月3日に三たび40人枠を外れる形でAAA級グウィネットへ配属された。

### メキシカンリーグ時代
2019年はメキシカンリーグのオアハカ・ウォーリアーズと契約。

## 投球スタイル
ゆったりとした始動から、小さなテークバックでボールが見えにくい投球フォームが特徴。持ち球は150km/h超のストレートとツーシームに加え、スライダー・チェンジアップ。

## 詳細情報

### 年度別投手成績
| 年 度    | 球 団    | 登 板 | 先 発 | 完 投 | 完 封 | 無 四 球 | 勝 利 | 敗 戦 | セ 丨 ブ | ホ 丨 ル ド | 勝 率 | 打 者 | 投 球 回 | 被 安 打 | 被 本 塁 打 | 与 四 球 | 敬 遠 | 与 死 球 | 奪 三 振 | 暴 投 | ボ 丨 ク | 失 点 | 自 責 点 | 防 御 率 | W H I P |
| -------- | -------- | ----- | ----- | ----- | ----- | -------- | ----- | ----- | -------- | ----------- | ----- | ----- | -------- | -------- | ----------- | -------- | ----- | -------- | -------- | ----- | -------- | ----- | -------- | -------- | ------- |
| 2012     | BAL      | 6     | 0     | 0     | 0     | 0        | 0     | 0     | 0        | 0           | ----  | 47    | 10.1     | 11       | 2           | 6        | 0     | 0        | 6        | 0     | 1        | 8     | 8        | 6.97     | 1.65    |
| 2012     | CHC      | 6     | 0     | 0     | 0     | 0        | 0     | 0     | 0        | 1           | ----  | 25    | 6.0      | 4        | 1           | 3        | 0     | 0        | 6        | 0     | 0        | 3     | 3        | 4.50     | 1.17    |
| '12計    | CHC      | 12    | 0     | 0     | 0     | 0        | 0     | 0     | 0        | 1           | ----  | 72    | 16.1     | 15       | 3           | 9        | 0     | 0        | 12       | 0     | 1        | 11    | 11       | 6.06     | 1.47    |
| 2013     | 広島     | 11    | 0     | 0     | 0     | 0        | 0     | 2     | 0        | 2           | .000  | 42    | 11.1     | 6        | 0           | 4        | 0     | 0        | 6        | 0     | 1        | 3     | 1        | 0.79     | 0.88    |
| 2015     | STL      | 28    | 0     | 0     | 0     | 0        | 4     | 1     | 0        | 1           | .800  | 125   | 29.2     | 25       | 1           | 10       | 1     | 0        | 27       | 1     | 0        | 7     | 6        | 1.82     | 1.18    |
| 2016     | STL      | 15    | 0     | 0     | 0     | 0        | 1     | 0     | 0        | 0           | 1.000 | 64    | 18.0     | 5        | 2           | 5        | 0     | 0        | 16       | 0     | 0        | 4     | 4        | 2.00     | 0.56    |
| 2017     | STL      | 15    | 0     | 0     | 0     | 0        | 0     | 1     | 1        | 0           | .000  | 87    | 18.2     | 27       | 4           | 4        | 0     | 2        | 14       | 0     | 0        | 20    | 18       | 8.86     | 1.66    |
| 2018     | ATL      | 4     | 0     | 0     | 0     | 0        | 0     | 1     | 0        | 0           | .000  | 25    | 5.0      | 8        | 0           | 2        | 0     | 0        | 4        | 0     | 0        | 6     | 6        | 10.80    | 2.00    |
| MLB：5年 | MLB：5年 | 74    | 0     | 0     | 0     | 0        | 5     | 3     | 1        | 2           | .625  | 373   | 87.2     | 80       | 10          | 30       | 1     | 2        | 73       | 1     | 1        | 48    | 45       | 4.62     | 1.25    |
| NPB：1年 | NPB：1年 | 11    | 0     | 0     | 0     | 0        | 0     | 2     | 0        | 2           | .000  | 42    | 11.1     | 6        | 0           | 4        | 0     | 0        | 6        | 0     | 1        | 3     | 1        | 0.79     | 0.88    |

- 2021年度シーズン終了時

### 記録
NPB
- 初登板：2013年5月6日、対横浜DeNAベイスターズ7回戦（MAZDA Zoom-Zoom スタジアム広島）、8回表に3番手で救援登板、1回無失点
- 初ホールド：2013年8月8日、対阪神タイガース14回戦（MAZDA Zoom-Zoom スタジアム広島）、8回表に3番手で救援登板、1回無失点
- 初奪三振：2013年8月10日、対読売ジャイアンツ16回戦（MAZDA Zoom-Zoom スタジアム広島）、8回表に阿部慎之助から空振り三振

### 背番号
- 58（2012年 - 同年途中、2013年）
- 47（2012年途中 - 同年終了）
- 63（2015年 - 2017年）
- 48（2018年）
- 51（2019年 - ）